# Санг, Аугуст
А́угуст Яќовлевич Санг (эст. August Sang; 27 июля 1914, Пярну — 14 октября 1969, Таллин) — эстонский поэт и литературный переводчик. Заслуженный писатель Эстонской ССР (1969). Лауреат Литературной премии Эстонской ССР имени Юхана Смуула (1970, посмертно).

## Жизнь и творчество
Родился в Пярну в семье почтового служащего. В 1932 году окончил мужскую гимназию в Пярну. После военной службы полтора года был рабочим телефонной связи. С 1934 по 1942 год учился на философском факультете Тартуского университета. Несколько раз ему пришлось прерывать учёбу из-за финансовых тудностей.
Уже в восьмилетнем возрасте Аугуст Санг начал писать стихи. Под псевдонимом Инйо он выиграл в 1933 году литературный конкурс молодёжного журнала Kevadik со своей поэмой Improvisatsioon. В 1934 году он дебютировал в литературном журнале Looming. В 1936 году появился его поэтический сборник Üks noormees otsib õnne, благодаря которому он обрёл популярность. С этого времени он написал множество рецензий и статей о литературе. В конце 1930-х годов он присоединился к литературному кружку Арбуяд. В 1939 году Санг издал свой второй сборник Müürid.
После присоединения Эстонии к СССР, Санг с 1945 года вступил в Союз советских писателей Эстонии, но затем дистанцировался от него и в 1950 году был исключён. Только с 1955 года власти вновь дали ему разрешение официально работать как писателю. Годом позже он вновь вступил в Союз писателей.
В дополнение своей писательской деятельности Аугуст Санг переводил стихи с русского, немецкого, французского и чешского языков, а также прозу. Переводил произведения Иоганна Вольфганга Гёте, Петера Вайса, Э. Т. А. Гофмана, Максима Горького, Владимира Маяковского, Франца Кафки, Готфрида Келлера, Мольера, Эгона Эрвина Киша и Лион Фейхтвангера.
Умер 14 октября 1969 года в Таллине. Похоронен вместе с женой в Пярну на кладбище Вана-Пярну.

## Личная жизнь
Аугуст Санг был женат на эстонской писательнице Керсти Мерилаас (1913—1986). Их общий сын — поэт Йоэл Санг (род. 1950)